# Дьяченко, Родион Сергеевич
Родион (Род) Сергеевич Дьяченко (род. 22 сентября 1983, Георгиевск, Ставропольский край) — российский футболист, атакующий полузащитник и нападающий. Наряду с Игорем Симутенковым и Сергеем Раадом является одним из первых россиян, выступавших в MLS.

## Ранние годы
В три года Родион переехал с родителями — Сергеем и Людмилой — в Тбилиси, позже — в Полтаву, затем, в середине 1990-х, семья Дьяченко эмигрировала в США, где поселилась в Ванкувере.

## Карьера футболиста
В 2002—2005 годах играл за команду Невадского университета в Лас-Вегасе. В сезоне 2005 года забил 23 гола в официальных встречах, после чего был признан лучшим игроком студенческой лиги. На супердрафте MLS 2006 года был выбран в третьем раунде под общим 31-м номером командой «Ди Си Юнайтед». В том же году игрока на драфте расширения для вновь прибывшей команды выбирал клуб «Торонто», но прежний клуб 1 февраля 2007 года вернул себе Дьяченко в обмен на право выбора в первом раунде супердрафта 2008 года.
В регулярном чемпионате сезона 2006 года Род не имел постоянного места в составе и провёл всего 9 игр, в плей-офф — 2 игры, что во многом связано с проблемами лидеров команды. В 2007 году в 14 играх регулярного чемпионата забил один гол, в плей-офф провёл одну игру, где был удалён в компенсированное время, не помогши своей команде избежать вылета из дальнейшего розыгрыша кубка.
В 2009 году выступал за клуб «Миннесота Тандер» в USL-1. В сезоне 2009/10 играл за клуб «Балтимор Бласт» (индор-футбол) в MISL, где с командой дошёл до полуфинала, при этом попав в символическую сборную новичков.
В сезоне 2010 года играл в клубе «Реал Мэриленд Монаркс», занявшем последнее, шестое место в USL-2.
С 2011 по 2014 год выступал в Таиланде.
Перед сезоном 2015 года проходил сборы с «Ди Си Юнайтед», но не был отобран в команду. В итоге провёл 2015 год в составе клуба СПА из второго по силе дивизиона Малайзии.

## Достижения

### Командные
Как игрока «Ди Си Юнайтед»:
- MLS:
  - Supporters’ Shield: 2006, 2007
- Открытый кубок США:
  - Победитель: 2008

Как игрока «Куангниня»:
- Кубок Вьетнама:
  - Победитель: 2016

### Личные
Как игрока «Балтимор Бласт»:
- MISL:
  - Член символической сборной новичков сезона: 2009/10